# Norman Friedman
Norman Friedman – amerykański pisarz, historyk, analityk obrony, marynarki wojennej oraz lotnictwa wojskowego. Autor ponad 30 książek o historii i współczesności marynarki wojennej oraz rozwoju technicznym w tym zakresie.

## Niektóre pozycje książkowe
- U.S. Submarines Since 1945: An Illustrated Design History. ISBN 1-55750-260-9. Brak numerów stron w książce
- The Naval Institute guide to world naval weapon systems, 1997-1998. ISBN 1-55750-268-4. Brak numerów stron w książce
- U.S. Battleships: An Illustrated Design History – ISBN 978-0870217159.
- Naval Firepower: Battleship Guns and Gunnery in the Dreadnaught Era – ISBN 978-1591145554.
- Network-Centric Warfare: How Navies Learned to Fight Smarter Through Three World Wars – ISBN 978-1591142867.
- Naval Radar – ISBN 978-0870219672.
- Modern Warship: Design and Development – ISBN 978-0831760823.
- Terrorism, Afghanistan, and America’s New Way of War – ISBN 978-1591142904.
- Seapower As Strategy: Navies and National Interests – ISBN 978-1557502919.
- Fifty-Year War: Conflict and Strategy in the Cold War – ISBN 978-1591142874.